# 塔石 (澳門)
| 所在堂區 | 望德堂區 |
| 區內街道 | - 塔石街 - 塔石巷 - 厚望街 - 羅德禮將軍街 - 亞豐素雅布基圍 - 賈伯樂提督里 - 西墳馬路                                                         |
| 橫越街道 | - 士多鳥拜斯大馬路 - 肥利喇亞美打大馬路 - 區華利街 - 賈伯樂提督街 - 羅利老馬路 - 美的路主教街 - 沙嘉都喇賈罷麗街 - 亞豐素雅布基街 - 高偉樂街 |

| 北 ↑                                                                              |
| ■ 花地瑪堂區 ■ 聖安多尼堂區 ■ 望德堂區 ■ 風順堂區 ■ 大堂區 ■ 氹仔 ■ 路氹城 ■ 路環 |

| 行車道 行人道 隧道# 水體         | 綠化區 海洋 — 海岸線 |
| 建築物/地點 建築物/地點 (附名字) |                      |
| 本街區範圍#                      |                      |

| #：以半透明顯示 |

| 行車道 行人道 隧道# 水體         | 綠化區 海洋 — 海岸線 |
| 建築物/地點 建築物/地點 (附名字) |                      |
| 本街區範圍#                      |                      |

| #：以半透明顯示 |

| 北 ↑                                                                              |
| ■ 花地瑪堂區 ■ 聖安多尼堂區 ■ 望德堂區 ■ 風順堂區 ■ 大堂區 ■ 氹仔 ■ 路氹城 ■ 路環 |

| 行車道 行人道 隧道# 水體         | 綠化區 海洋 — 海岸線 |
| 建築物/地點 建築物/地點 (附名字) |                      |
| 本街區範圍#                      |                      |

| #：以半透明顯示 |

| 行車道 行人道 隧道# 水體         | 綠化區 海洋 — 海岸線 |
| 建築物/地點 建築物/地點 (附名字) |                      |
| 本街區範圍#                      |                      |

| #：以半透明顯示 |

| 北 ↑                                                                              |
| ■ 花地瑪堂區 ■ 聖安多尼堂區 ■ 望德堂區 ■ 風順堂區 ■ 大堂區 ■ 氹仔 ■ 路氹城 ■ 路環 |

| 行車道 行人道 隧道# 水體         | 綠化區 海洋 — 海岸線 |
| 建築物/地點 建築物/地點 (附名字) |                      |
| 本街區範圍#                      |                      |

| #：以半透明顯示 |

| 行車道 行人道 隧道# 水體         | 綠化區 海洋 — 海岸線 |
| 建築物/地點 建築物/地點 (附名字) |                      |
| 本街區範圍#                      |                      |

| #：以半透明顯示 |

| 北 ↑                                                                              |
| ■ 花地瑪堂區 ■ 聖安多尼堂區 ■ 望德堂區 ■ 風順堂區 ■ 大堂區 ■ 氹仔 ■ 路氹城 ■ 路環 |

| 行車道 行人道 隧道# 水體         | 綠化區 海洋 — 海岸線 |
| 建築物/地點 建築物/地點 (附名字) |                      |
| 本街區範圍#                      |                      |

| #：以半透明顯示 |

| 行車道 行人道 隧道# 水體         | 綠化區 海洋 — 海岸線 |
| 建築物/地點 建築物/地點 (附名字) |                      |
| 本街區範圍#                      |                      |

| #：以半透明顯示 |

| 北 ↑                                                                              |
| ■ 花地瑪堂區 ■ 聖安多尼堂區 ■ 望德堂區 ■ 風順堂區 ■ 大堂區 ■ 氹仔 ■ 路氹城 ■ 路環 |

| 行車道 行人道 隧道# 水體         | 綠化區 海洋 — 海岸線 |
| 建築物/地點 建築物/地點 (附名字) |                      |
| 本街區範圍#                      |                      |

| #：以半透明顯示 |

| 行車道 行人道 隧道# 水體         | 綠化區 海洋 — 海岸線 |
| 建築物/地點 建築物/地點 (附名字) |                      |
| 本街區範圍#                      |                      |

| #：以半透明顯示 |

| 北 ↑                                                                              |
| ■ 花地瑪堂區 ■ 聖安多尼堂區 ■ 望德堂區 ■ 風順堂區 ■ 大堂區 ■ 氹仔 ■ 路氹城 ■ 路環 |

| 行車道 行人道 隧道# 水體         | 綠化區 海洋 — 海岸線 |
| 建築物/地點 建築物/地點 (附名字) |                      |
| 本街區範圍#                      |                      |

| #：以半透明顯示 |

| 行車道 行人道 隧道# 水體         | 綠化區 海洋 — 海岸線 |
| 建築物/地點 建築物/地點 (附名字) |                      |
| 本街區範圍#                      |                      |

| #：以半透明顯示 |

| 北 ↑                                                                              |
| ■ 花地瑪堂區 ■ 聖安多尼堂區 ■ 望德堂區 ■ 風順堂區 ■ 大堂區 ■ 氹仔 ■ 路氹城 ■ 路環 |

| 行車道 行人道 隧道# 水體         | 綠化區 海洋 — 海岸線 |
| 建築物/地點 建築物/地點 (附名字) |                      |
| 本街區範圍#                      |                      |

| #：以半透明顯示 |

| 行車道 行人道 隧道# 水體         | 綠化區 海洋 — 海岸線 |
| 建築物/地點 建築物/地點 (附名字) |                      |
| 本街區範圍#                      |                      |

| #：以半透明顯示 |

| 北 ↑                                                                              |
| ■ 花地瑪堂區 ■ 聖安多尼堂區 ■ 望德堂區 ■ 風順堂區 ■ 大堂區 ■ 氹仔 ■ 路氹城 ■ 路環 |

| 行車道 行人道 隧道# 水體         | 綠化區 海洋 — 海岸線 |
| 建築物/地點 建築物/地點 (附名字) |                      |
| 本街區範圍#                      |                      |

| #：以半透明顯示 |

| 行車道 行人道 隧道# 水體         | 綠化區 海洋 — 海岸線 |
| 建築物/地點 建築物/地點 (附名字) |                      |
| 本街區範圍#                      |                      |

| #：以半透明顯示 |

| 北 ↑                                                                              |
| ■ 花地瑪堂區 ■ 聖安多尼堂區 ■ 望德堂區 ■ 風順堂區 ■ 大堂區 ■ 氹仔 ■ 路氹城 ■ 路環 |

| 行車道 行人道 隧道# 水體         | 綠化區 海洋 — 海岸線 |
| 建築物/地點 建築物/地點 (附名字) |                      |
| 本街區範圍#                      |                      |

| #：以半透明顯示 |

| 行車道 行人道 隧道# 水體         | 綠化區 海洋 — 海岸線 |
| 建築物/地點 建築物/地點 (附名字) |                      |
| 本街區範圍#                      |                      |

| #：以半透明顯示 |

| 北 ↑                                                                              |
| ■ 花地瑪堂區 ■ 聖安多尼堂區 ■ 望德堂區 ■ 風順堂區 ■ 大堂區 ■ 氹仔 ■ 路氹城 ■ 路環 |

| 行車道 行人道 隧道# 水體         | 綠化區 海洋 — 海岸線 |
| 建築物/地點 建築物/地點 (附名字) |                      |
| 本街區範圍#                      |                      |

| #：以半透明顯示 |

| 行車道 行人道 隧道# 水體         | 綠化區 海洋 — 海岸線 |
| 建築物/地點 建築物/地點 (附名字) |                      |
| 本街區範圍#                      |                      |

| #：以半透明顯示 |

| 北 ↑                                                                              |
| ■ 花地瑪堂區 ■ 聖安多尼堂區 ■ 望德堂區 ■ 風順堂區 ■ 大堂區 ■ 氹仔 ■ 路氹城 ■ 路環 |

| 行車道 行人道 隧道# 水體         | 綠化區 海洋 — 海岸線 |
| 建築物/地點 建築物/地點 (附名字) |                      |
| 本街區範圍#                      |                      |

| #：以半透明顯示 |

| 行車道 行人道 隧道# 水體         | 綠化區 海洋 — 海岸線 |
| 建築物/地點 建築物/地點 (附名字) |                      |
| 本街區範圍#                      |                      |

| #：以半透明顯示 |

| 北 ↑                                                                              |
| ■ 花地瑪堂區 ■ 聖安多尼堂區 ■ 望德堂區 ■ 風順堂區 ■ 大堂區 ■ 氹仔 ■ 路氹城 ■ 路環 |

| 行車道 行人道 隧道# 水體         | 綠化區 海洋 — 海岸線 |
| 建築物/地點 建築物/地點 (附名字) |                      |
| 本街區範圍#                      |                      |

| #：以半透明顯示 |

| 行車道 行人道 隧道# 水體         | 綠化區 海洋 — 海岸線 |
| 建築物/地點 建築物/地點 (附名字) |                      |
| 本街區範圍#                      |                      |

| #：以半透明顯示 |

| 北 ↑                                                                              |
| ■ 花地瑪堂區 ■ 聖安多尼堂區 ■ 望德堂區 ■ 風順堂區 ■ 大堂區 ■ 氹仔 ■ 路氹城 ■ 路環 |

| 行車道 行人道 隧道# 水體         | 綠化區 海洋 — 海岸線 |
| 建築物/地點 建築物/地點 (附名字) |                      |
| 本街區範圍#                      |                      |

| #：以半透明顯示 |

| 行車道 行人道 隧道# 水體         | 綠化區 海洋 — 海岸線 |
| 建築物/地點 建築物/地點 (附名字) |                      |
| 本街區範圍#                      |                      |

| #：以半透明顯示 |

| 北 ↑                                                                              |
| ■ 花地瑪堂區 ■ 聖安多尼堂區 ■ 望德堂區 ■ 風順堂區 ■ 大堂區 ■ 氹仔 ■ 路氹城 ■ 路環 |

| 行車道 行人道 隧道# 水體         | 綠化區 海洋 — 海岸線 |
| 建築物/地點 建築物/地點 (附名字) |                      |
| 本街區範圍#                      |                      |

| #：以半透明顯示 |

| 行車道 行人道 隧道# 水體         | 綠化區 海洋 — 海岸線 |
| 建築物/地點 建築物/地點 (附名字) |                      |
| 本街區範圍#                      |                      |

| #：以半透明顯示 |

| 北 ↑                                                                              |
| ■ 花地瑪堂區 ■ 聖安多尼堂區 ■ 望德堂區 ■ 風順堂區 ■ 大堂區 ■ 氹仔 ■ 路氹城 ■ 路環 |

| 行車道 行人道 隧道# 水體         | 綠化區 海洋 — 海岸線 |
| 建築物/地點 建築物/地點 (附名字) |                      |
| 本街區範圍#                      |                      |

| #：以半透明顯示 |

| 行車道 行人道 隧道# 水體         | 綠化區 海洋 — 海岸線 |
| 建築物/地點 建築物/地點 (附名字) |                      |
| 本街區範圍#                      |                      |

| #：以半透明顯示 |

| 北 ↑                                                                              |
| ■ 花地瑪堂區 ■ 聖安多尼堂區 ■ 望德堂區 ■ 風順堂區 ■ 大堂區 ■ 氹仔 ■ 路氹城 ■ 路環 |

| 行車道 行人道 隧道# 水體         | 綠化區 海洋 — 海岸線 |
| 建築物/地點 建築物/地點 (附名字) |                      |
| 本街區範圍#                      |                      |

| #：以半透明顯示 |

| 行車道 行人道 隧道# 水體         | 綠化區 海洋 — 海岸線 |
| 建築物/地點 建築物/地點 (附名字) |                      |
| 本街區範圍#                      |                      |

| #：以半透明顯示 |

| 所在堂區 | 望德堂區 |
| 區內街道 | - 塔石街 - 塔石巷 - 厚望街 - 羅德禮將軍街 - 亞豐素雅布基圍 - 賈伯樂提督里 - 西墳馬路                                                         |
| 橫越街道 | - 士多鳥拜斯大馬路 - 肥利喇亞美打大馬路 - 區華利街 - 賈伯樂提督街 - 羅利老馬路 - 美的路主教街 - 沙嘉都喇賈罷麗街 - 亞豐素雅布基街 - 高偉樂街 |

| 北 ↑                                                                              |
| ■ 花地瑪堂區 ■ 聖安多尼堂區 ■ 望德堂區 ■ 風順堂區 ■ 大堂區 ■ 氹仔 ■ 路氹城 ■ 路環 |

| 行車道 行人道 隧道# 水體         | 綠化區 海洋 — 海岸線 |
| 建築物/地點 建築物/地點 (附名字) |                      |
| 本街區範圍#                      |                      |

| #：以半透明顯示 |

| 行車道 行人道 隧道# 水體         | 綠化區 海洋 — 海岸線 |
| 建築物/地點 建築物/地點 (附名字) |                      |
| 本街區範圍#                      |                      |

| #：以半透明顯示 |

| 北 ↑                                                                              |
| ■ 花地瑪堂區 ■ 聖安多尼堂區 ■ 望德堂區 ■ 風順堂區 ■ 大堂區 ■ 氹仔 ■ 路氹城 ■ 路環 |

| 行車道 行人道 隧道# 水體         | 綠化區 海洋 — 海岸線 |
| 建築物/地點 建築物/地點 (附名字) |                      |
| 本街區範圍#                      |                      |

| #：以半透明顯示 |

| 行車道 行人道 隧道# 水體         | 綠化區 海洋 — 海岸線 |
| 建築物/地點 建築物/地點 (附名字) |                      |
| 本街區範圍#                      |                      |

| #：以半透明顯示 |

| 北 ↑                                                                              |
| ■ 花地瑪堂區 ■ 聖安多尼堂區 ■ 望德堂區 ■ 風順堂區 ■ 大堂區 ■ 氹仔 ■ 路氹城 ■ 路環 |

| 行車道 行人道 隧道# 水體         | 綠化區 海洋 — 海岸線 |
| 建築物/地點 建築物/地點 (附名字) |                      |
| 本街區範圍#                      |                      |

| #：以半透明顯示 |

| 行車道 行人道 隧道# 水體         | 綠化區 海洋 — 海岸線 |
| 建築物/地點 建築物/地點 (附名字) |                      |
| 本街區範圍#                      |                      |

| #：以半透明顯示 |

| 北 ↑                                                                              |
| ■ 花地瑪堂區 ■ 聖安多尼堂區 ■ 望德堂區 ■ 風順堂區 ■ 大堂區 ■ 氹仔 ■ 路氹城 ■ 路環 |

| 行車道 行人道 隧道# 水體         | 綠化區 海洋 — 海岸線 |
| 建築物/地點 建築物/地點 (附名字) |                      |
| 本街區範圍#                      |                      |

| #：以半透明顯示 |

| 行車道 行人道 隧道# 水體         | 綠化區 海洋 — 海岸線 |
| 建築物/地點 建築物/地點 (附名字) |                      |
| 本街區範圍#                      |                      |

| #：以半透明顯示 |

| 北 ↑                                                                              |
| ■ 花地瑪堂區 ■ 聖安多尼堂區 ■ 望德堂區 ■ 風順堂區 ■ 大堂區 ■ 氹仔 ■ 路氹城 ■ 路環 |

| 行車道 行人道 隧道# 水體         | 綠化區 海洋 — 海岸線 |
| 建築物/地點 建築物/地點 (附名字) |                      |
| 本街區範圍#                      |                      |

| #：以半透明顯示 |

| 行車道 行人道 隧道# 水體         | 綠化區 海洋 — 海岸線 |
| 建築物/地點 建築物/地點 (附名字) |                      |
| 本街區範圍#                      |                      |

| #：以半透明顯示 |

| 北 ↑                                                                              |
| ■ 花地瑪堂區 ■ 聖安多尼堂區 ■ 望德堂區 ■ 風順堂區 ■ 大堂區 ■ 氹仔 ■ 路氹城 ■ 路環 |

| 行車道 行人道 隧道# 水體         | 綠化區 海洋 — 海岸線 |
| 建築物/地點 建築物/地點 (附名字) |                      |
| 本街區範圍#                      |                      |

| #：以半透明顯示 |

| 行車道 行人道 隧道# 水體         | 綠化區 海洋 — 海岸線 |
| 建築物/地點 建築物/地點 (附名字) |                      |
| 本街區範圍#                      |                      |

| #：以半透明顯示 |

| 北 ↑                                                                              |
| ■ 花地瑪堂區 ■ 聖安多尼堂區 ■ 望德堂區 ■ 風順堂區 ■ 大堂區 ■ 氹仔 ■ 路氹城 ■ 路環 |

| 行車道 行人道 隧道# 水體         | 綠化區 海洋 — 海岸線 |
| 建築物/地點 建築物/地點 (附名字) |                      |
| 本街區範圍#                      |                      |

| #：以半透明顯示 |

| 行車道 行人道 隧道# 水體         | 綠化區 海洋 — 海岸線 |
| 建築物/地點 建築物/地點 (附名字) |                      |
| 本街區範圍#                      |                      |

| #：以半透明顯示 |

| 北 ↑                                                                              |
| ■ 花地瑪堂區 ■ 聖安多尼堂區 ■ 望德堂區 ■ 風順堂區 ■ 大堂區 ■ 氹仔 ■ 路氹城 ■ 路環 |

| 行車道 行人道 隧道# 水體         | 綠化區 海洋 — 海岸線 |
| 建築物/地點 建築物/地點 (附名字) |                      |
| 本街區範圍#                      |                      |

| #：以半透明顯示 |

| 行車道 行人道 隧道# 水體         | 綠化區 海洋 — 海岸線 |
| 建築物/地點 建築物/地點 (附名字) |                      |
| 本街區範圍#                      |                      |

| #：以半透明顯示 |

| 北 ↑                                                                              |
| ■ 花地瑪堂區 ■ 聖安多尼堂區 ■ 望德堂區 ■ 風順堂區 ■ 大堂區 ■ 氹仔 ■ 路氹城 ■ 路環 |

| 行車道 行人道 隧道# 水體         | 綠化區 海洋 — 海岸線 |
| 建築物/地點 建築物/地點 (附名字) |                      |
| 本街區範圍#                      |                      |

| #：以半透明顯示 |

| 行車道 行人道 隧道# 水體         | 綠化區 海洋 — 海岸線 |
| 建築物/地點 建築物/地點 (附名字) |                      |
| 本街區範圍#                      |                      |

| #：以半透明顯示 |

| 北 ↑                                                                              |
| ■ 花地瑪堂區 ■ 聖安多尼堂區 ■ 望德堂區 ■ 風順堂區 ■ 大堂區 ■ 氹仔 ■ 路氹城 ■ 路環 |

| 行車道 行人道 隧道# 水體         | 綠化區 海洋 — 海岸線 |
| 建築物/地點 建築物/地點 (附名字) |                      |
| 本街區範圍#                      |                      |

| #：以半透明顯示 |

| 行車道 行人道 隧道# 水體         | 綠化區 海洋 — 海岸線 |
| 建築物/地點 建築物/地點 (附名字) |                      |
| 本街區範圍#                      |                      |

| #：以半透明顯示 |

| 北 ↑                                                                              |
| ■ 花地瑪堂區 ■ 聖安多尼堂區 ■ 望德堂區 ■ 風順堂區 ■ 大堂區 ■ 氹仔 ■ 路氹城 ■ 路環 |

| 行車道 行人道 隧道# 水體         | 綠化區 海洋 — 海岸線 |
| 建築物/地點 建築物/地點 (附名字) |                      |
| 本街區範圍#                      |                      |

| #：以半透明顯示 |

| 行車道 行人道 隧道# 水體         | 綠化區 海洋 — 海岸線 |
| 建築物/地點 建築物/地點 (附名字) |                      |
| 本街區範圍#                      |                      |

| #：以半透明顯示 |

| 北 ↑                                                                              |
| ■ 花地瑪堂區 ■ 聖安多尼堂區 ■ 望德堂區 ■ 風順堂區 ■ 大堂區 ■ 氹仔 ■ 路氹城 ■ 路環 |

| 行車道 行人道 隧道# 水體         | 綠化區 海洋 — 海岸線 |
| 建築物/地點 建築物/地點 (附名字) |                      |
| 本街區範圍#                      |                      |

| #：以半透明顯示 |

| 行車道 行人道 隧道# 水體         | 綠化區 海洋 — 海岸線 |
| 建築物/地點 建築物/地點 (附名字) |                      |
| 本街區範圍#                      |                      |

| #：以半透明顯示 |

| 北 ↑                                                                              |
| ■ 花地瑪堂區 ■ 聖安多尼堂區 ■ 望德堂區 ■ 風順堂區 ■ 大堂區 ■ 氹仔 ■ 路氹城 ■ 路環 |

| 行車道 行人道 隧道# 水體         | 綠化區 海洋 — 海岸線 |
| 建築物/地點 建築物/地點 (附名字) |                      |
| 本街區範圍#                      |                      |

| #：以半透明顯示 |

| 行車道 行人道 隧道# 水體         | 綠化區 海洋 — 海岸線 |
| 建築物/地點 建築物/地點 (附名字) |                      |
| 本街區範圍#                      |                      |

| #：以半透明顯示 |

| 北 ↑                                                                              |
| ■ 花地瑪堂區 ■ 聖安多尼堂區 ■ 望德堂區 ■ 風順堂區 ■ 大堂區 ■ 氹仔 ■ 路氹城 ■ 路環 |

| 行車道 行人道 隧道# 水體         | 綠化區 海洋 — 海岸線 |
| 建築物/地點 建築物/地點 (附名字) |                      |
| 本街區範圍#                      |                      |

| #：以半透明顯示 |

| 行車道 行人道 隧道# 水體         | 綠化區 海洋 — 海岸線 |
| 建築物/地點 建築物/地點 (附名字) |                      |
| 本街區範圍#                      |                      |

| #：以半透明顯示 |

| 北 ↑                                                                              |
| ■ 花地瑪堂區 ■ 聖安多尼堂區 ■ 望德堂區 ■ 風順堂區 ■ 大堂區 ■ 氹仔 ■ 路氹城 ■ 路環 |

| 行車道 行人道 隧道# 水體         | 綠化區 海洋 — 海岸線 |
| 建築物/地點 建築物/地點 (附名字) |                      |
| 本街區範圍#                      |                      |

| #：以半透明顯示 |

| 行車道 行人道 隧道# 水體         | 綠化區 海洋 — 海岸線 |
| 建築物/地點 建築物/地點 (附名字) |                      |
| 本街區範圍#                      |                      |

| #：以半透明顯示 |

| 北 ↑                                                                              |
| ■ 花地瑪堂區 ■ 聖安多尼堂區 ■ 望德堂區 ■ 風順堂區 ■ 大堂區 ■ 氹仔 ■ 路氹城 ■ 路環 |

| 行車道 行人道 隧道# 水體         | 綠化區 海洋 — 海岸線 |
| 建築物/地點 建築物/地點 (附名字) |                      |
| 本街區範圍#                      |                      |

| #：以半透明顯示 |

| 行車道 行人道 隧道# 水體         | 綠化區 海洋 — 海岸線 |
| 建築物/地點 建築物/地點 (附名字) |                      |
| 本街區範圍#                      |                      |

| #：以半透明顯示 |

塔石是澳門半島望德堂區西部的一個街區，位於大炮台山東北，即今西墳馬路、區華利街、賈伯樂提督街、羅利老馬路與士多鳥拜斯大馬路之間。這裏昔日原有一座山崗，因山上有堆疊成塔的花崗岩石而得名。而其山下亦原有一處村落，為農民所聚居；1840年代初，村莊的部份用地曾改作賽馬場，成為澳門最早出現賽馬的地方。清道光年起，漸漸為葡萄牙人佔領，並於山崗上修建西式墳場；至同治年時此地更被開山劈石來規劃街區，並修建球場和洋房，自此村莊正式消失；20世紀中後期陸續改建為民房住宅至今，而球場亦已重建為休憩廣場。

## 歷史沿革

### 源起
塔石起初原是大炮台山東北的一個小山崗，初時被稱為「頸頭山」，山峯大概位於現在的亞豐素雅布基街、厚望街與羅德禮將軍街之間，山頭與新橋、紅毛山、望德堂坊、龍田村接壤，屬澳門舊城以外的區域。而西北面向新橋的一邊山坡，築有兩條引流雨水的坑道，流向新橋區，時人稱之為「丹坑渠」。而在東南面的山腳，約為今塔石廣場的位置，則原有一條小村莊。山上各處也有不少墓地，為附近龍田村等村民之祖墳。
在頸頭山頂端，佈滿了不少花崗岩，而其中有三塊較巨型的，天然地疊在一起，故人稱之為「三疊石」；又因為其形狀有如寶塔，故又被稱為「塔石」；而東南山腳的村莊也因此而被稱為「塔石村」。

### 澳門賽馬發祥地
1842年，由於鄰埠香港發展賽馬活動，但因當地並未有合適的場地舉辦，故將賽事移至澳門舉行。在1842年至1844年間，塔石村的部份田地與及東北面的舊龍田村平原即被連接起來臨時改作賽馬場，以予香港方面舉行周年大賽馬，直至香港建成了自己的馬場為止。據晚清政治人物汪兆鏞所著的《澳門雜詩》便有如此記載：「昔有戲馬臺，後世迺無聞。……荷蘭園下兵房有蹴球場，亦時於此賽馬。」此也是目前已知澳門地區最早出現的賽馬活動。

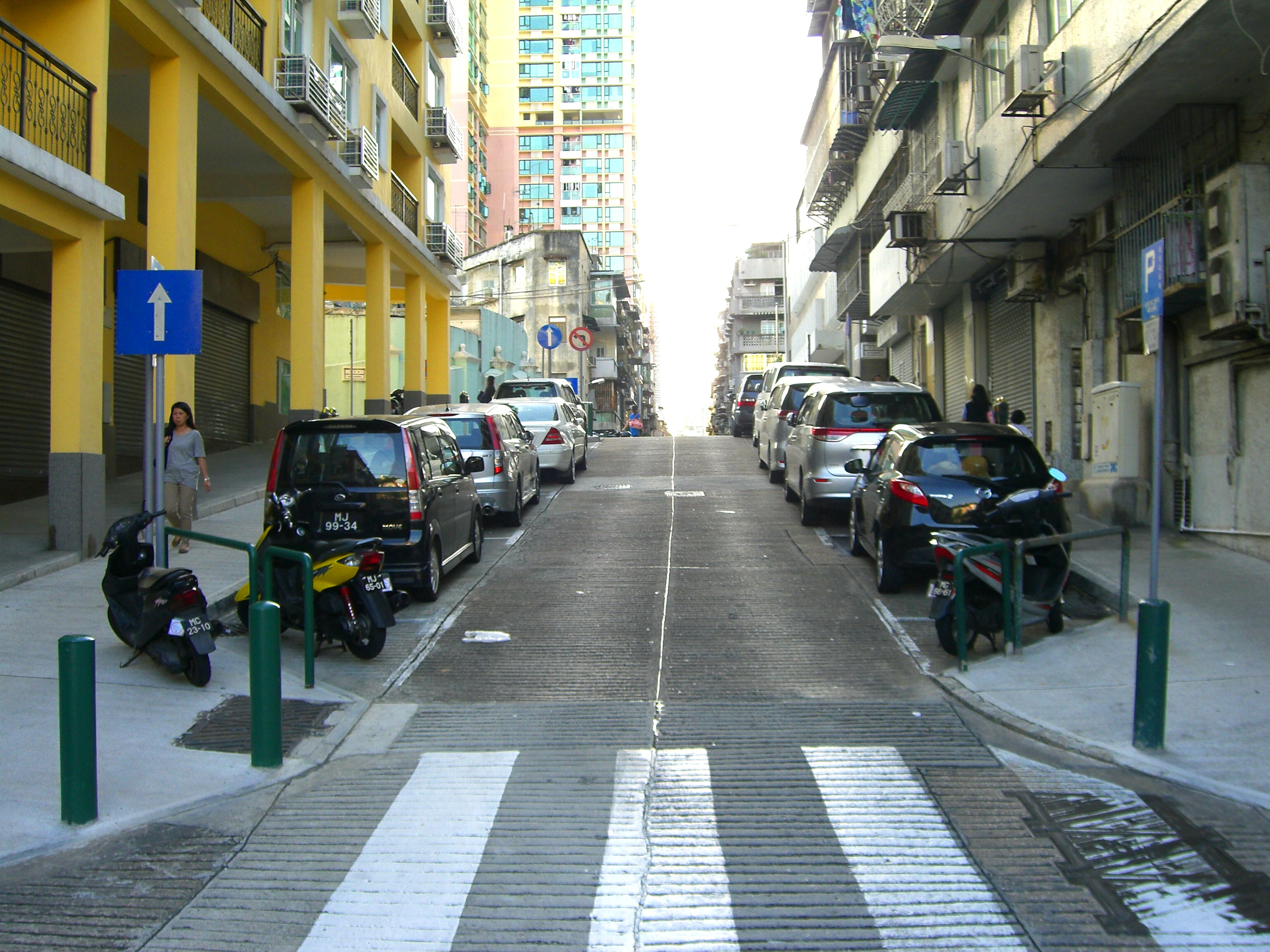
亞豐素雅布基街，昔日的頸頭山峯大約位於這裏

### 被佔
至清道光二十九年（1849年），當時整個塔石區域仍為滿清政府管治，隸屬香山縣；不過自從當年發生了亞馬留總督被殺事件之後，葡萄牙政府便向滿清政府施壓，逐步佔領了部份頸頭山，並於1854年在此開闢墳場，此即為今天的聖味基墳場，另又將頸頭山重新命名為「聖美基山（Colina de S. Miguel）」。
咸豐年間（1851年－1861年），山下的塔石村仍未被佔領。其時，塔石村內住的都為極窮困的農民，以沼澤為田，所種的糧食也僅僅足夠村內餬口；田地若受水淹，往往就很容易暴發瘟疫，故塔石村的環境在當時可謂十分惡劣。同治年起（1862年起），澳葡政府欲擴展城界，將水坑尾城牆倒毀，並先後佔領塔石附近的蕉園圍坊、新花園等地；及後又為了取得塔石村，陳情賄賂清朝官員，將塔石裏的土地逐步「購買」；至完全佔領塔石後，便開始對塔石進行整治規劃。

### 炸山開街至今
1905年，澳葡政府將三疊石炸毀，填塞丹坑渠，並將聖美基山幾近完全剷平，只餘下聖味基墳場的高地。據《新修香山縣誌·紀事編》記載：「光緒三十一年，夷人平毀塔石等處墳墓，投無主遺骸於海云」。而原地則被重新規劃街區，築建洋房；另外又把塔石村內的田地填高，開闢為西式球場，以作練兵和運動之用。

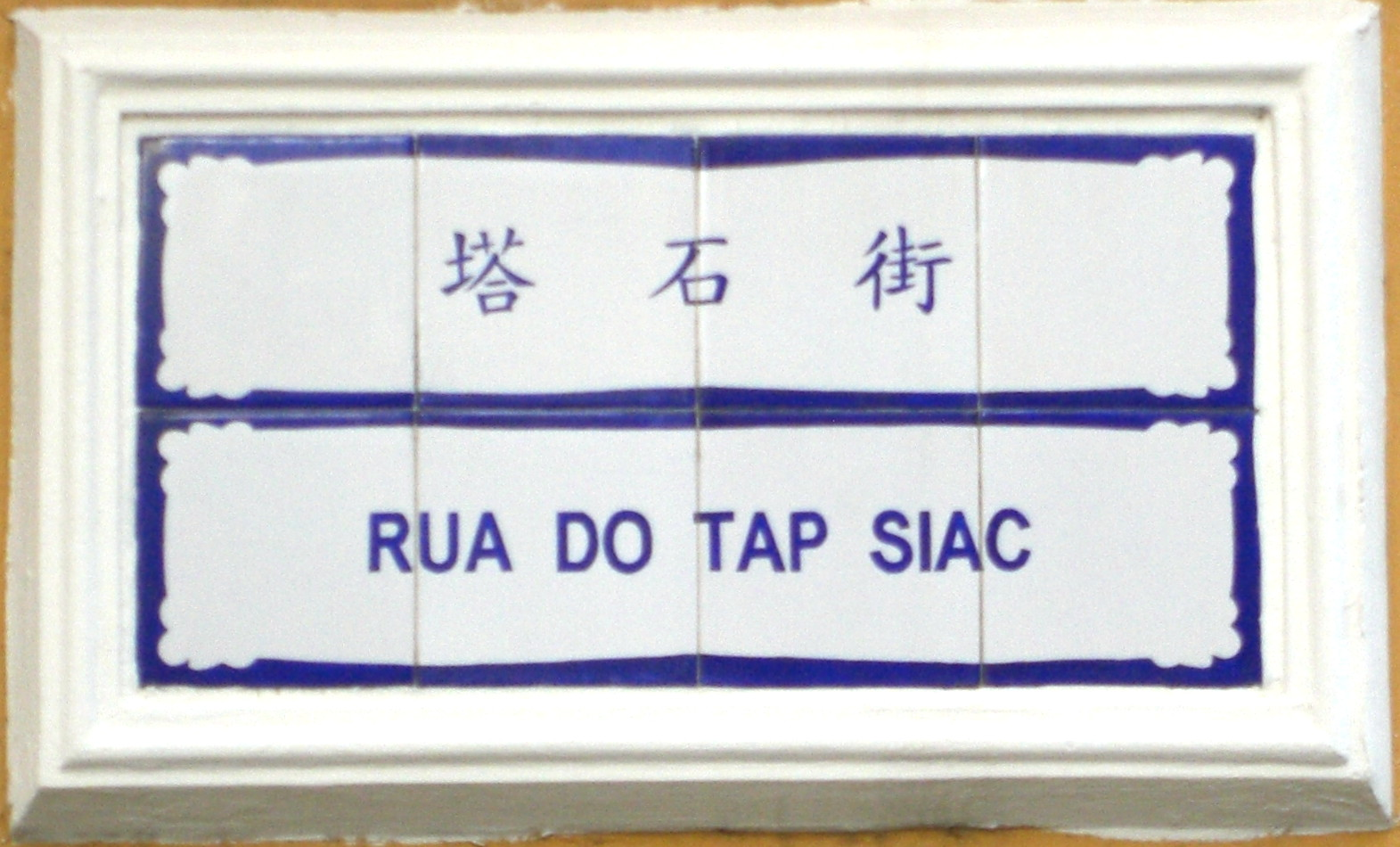
塔石街之街名路牌

後來隨着都市化發展，20世紀中大部份舊洋房被拆，改為住宅區，除了在荷蘭園大馬路和西墳馬路仍留有部份20世紀初興建的洋房外，其餘均已興建為住宅大廈；而球場也於2005年至2007年間改建為現時的塔石廣場。

## 中譯葡之先例
在塔石被澳葡政府佔領前，當局命名澳門的街區都是以葡萄牙文為主，而後再按葡文意思或粵語發音配上中文譯名。而塔石的命名方法則相反，是以中文為先，再音譯成葡萄牙文，這成為澳葡當局用中文名字反譯回葡萄牙文來命名街區的先例。

## 組成街道

### 現存
西墳馬路
地處塔石區西南邊，總長約200米，闊約10米。它的東南端在荷蘭園正街連接高偉樂街，沿途與塔石街、和隆街、馬忌士街相交，西北端至美珊枝街與區華利街交界處止並連接新勝街。官方命名於1869年7月26日。昔日高偉樂街原為此馬路的一部份。

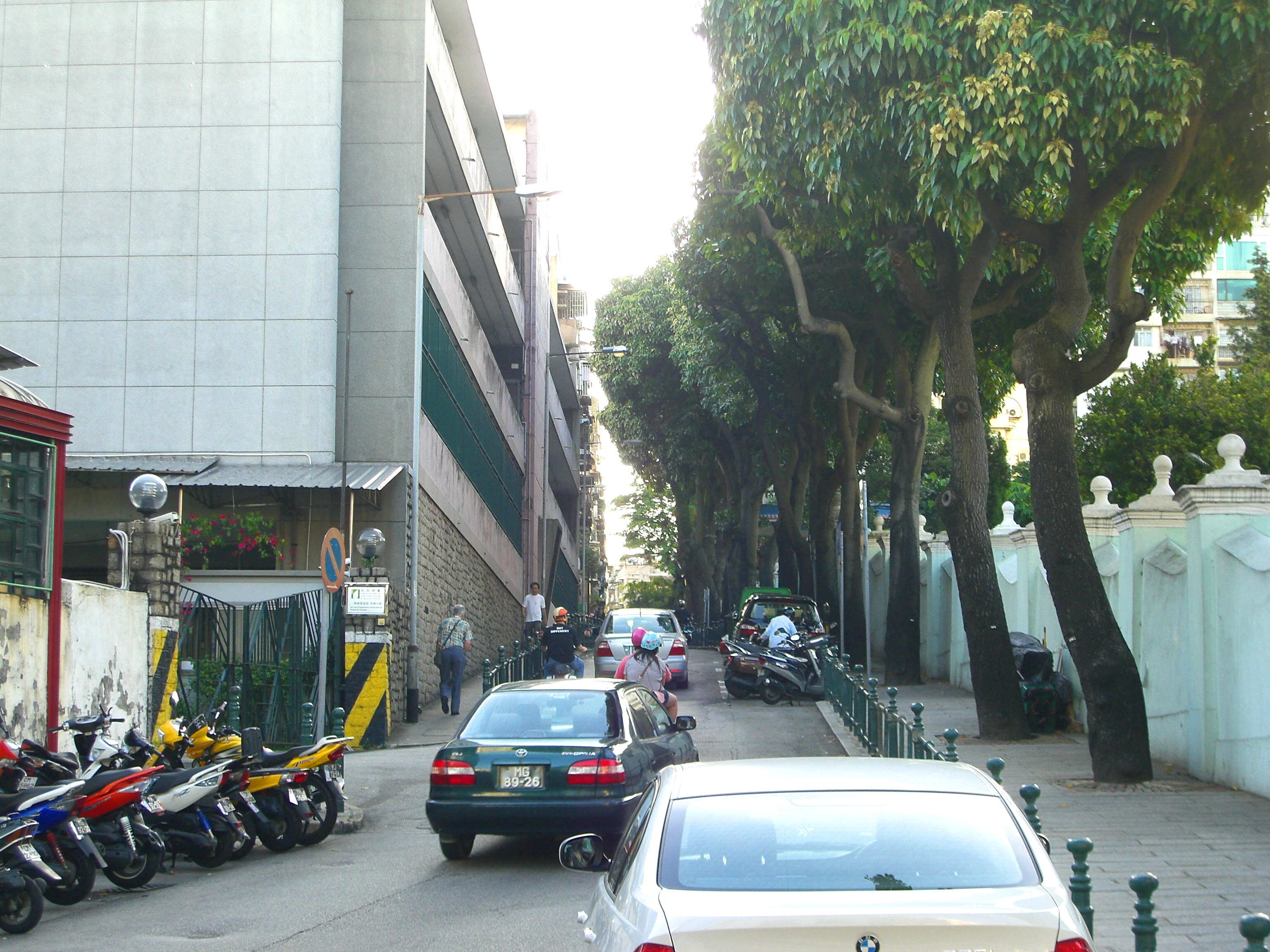
西墳馬路

街道名稱中的「西墳（Cemitério）」所指的是俗稱「舊西洋墳場」的聖味基墳場。
高偉樂街
全長約150米，闊約10米。它的東南端由得勝馬路近得勝斜巷交界處起，向西北伸展與士多鳥拜斯大馬路、東望洋街、亞卑寮奴你士街相交，至荷蘭園正街止並連接西墳馬路。它原本是西墳馬路的一部份，1927年7月20日由澳門市政廳決議從西墳馬路分割出來，並命名為「助學會街（Rua da Caixa Escolar）」；1982年5月6日再決議改為今名。這條街由士多鳥拜斯大馬路至荷蘭園正街的一段屬於塔石範圍。
街道名稱所指的是在20世紀初對葡萄牙體育發展有着重要貢獻的高偉樂陸軍中尉（Filipe O'Costa）。
亞豐素雅布基街（又名：亞豐素街）
位於西墳馬路東北，東南端由荷蘭園正街起，沿途與塔石街、厚望街、羅德禮將軍街、賈伯樂提督街等相交，西北端在連勝馬路連接嘉野度將軍街。全長約370米，闊約10米。1904年2月20日時此街被命名為「聖味基斜巷（Calçada de S. Miguel）」，1905年澳門市政廳出版《澳門市街道名冊》時把這條街道記為今名。
街道名稱所指的是16世紀葡萄牙海軍將領阿方索·德·阿爾布克爾克（Afonso de Albuquerque），「亞豐素雅布基」是澳葡當局的譯法。阿方索於1513年曾派遣歐維士等人到中國航行。
亞豐素雅布基圍（又名：亞豐素圍）
位於厚望街與賈伯樂提督街之間，入口開在亞豐素街近羅德禮將軍街交界，向西南延伸無出口；總長約40米，闊約4米。最早見於1971年6月15日澳門市政廳的市政會議文件中。
沙嘉都喇賈罷麗街

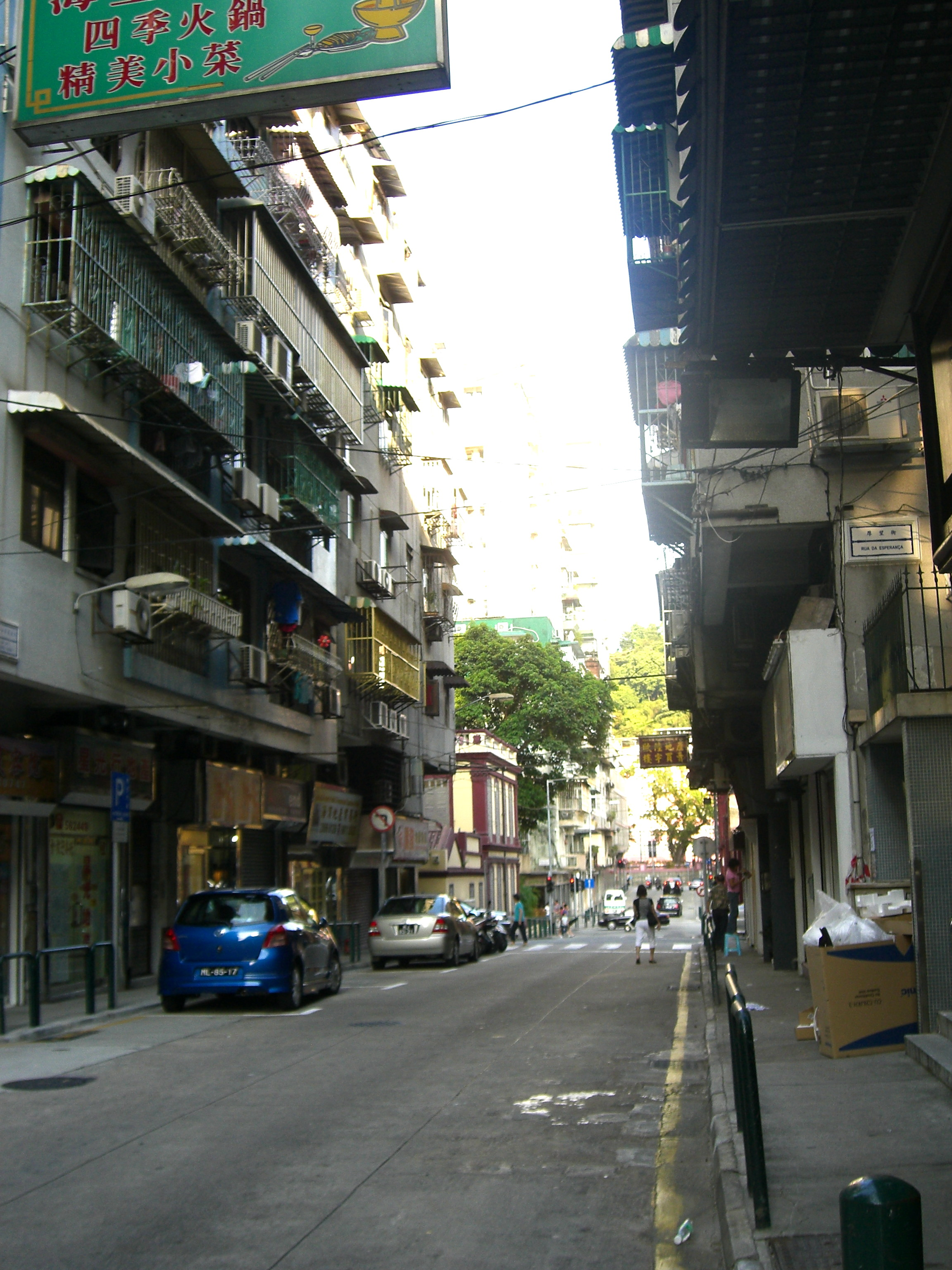
沙嘉都喇賈罷麗街

全長約440米，闊約9米。地處塔石巷東北，東南端由士多鳥拜斯大馬路起，沿途與荷蘭園正街、羅德禮將軍街、賈伯樂提督街等相交，西北端至連勝馬路止並連接墨山街。最早見於1905年由澳門市政廳出版的《澳門市街道名冊》中；而由荷蘭園正街至厚望街的一段，在1904年12月31日的憲報中被記為「塔石斜巷（Calçada do Tap Siac）」。這條街道由士多鳥拜斯大馬路至賈伯樂提督街的一段屬於塔石範圍。
街道名稱是以葡萄牙飛行員撒卡度拿·卡伯拉爾（Sacadura Cabral）來命名，中文名稱「沙嘉都喇賈罷麗」是澳葡官方的譯法。撒卡度拿在第一次世界大戰期間（1914年－1918年）學習駕駛飛機而成為葡萄牙飛行員的先驅者。
美的路主教街
此街在沙嘉都喇賈罷麗街與羅利老馬路之間，東南端由士多鳥拜斯大馬路起向西北延伸至俾利喇街止。全長約365米，闊約10米。最早見於1925年由澳門市政廳出版的《澳門街名壹覽表》中。這條街道由士多鳥拜斯大馬路至賈伯樂提督街的一段屬於塔石範圍。
街道名稱取自前天主教澳門教區主教明德祿（D. António Joaquim de Medeiros）之姓，「美的路」是當時澳葡當局對的音譯。明德祿於1846年至1884年間擔任澳門教區主教。
羅利老馬路

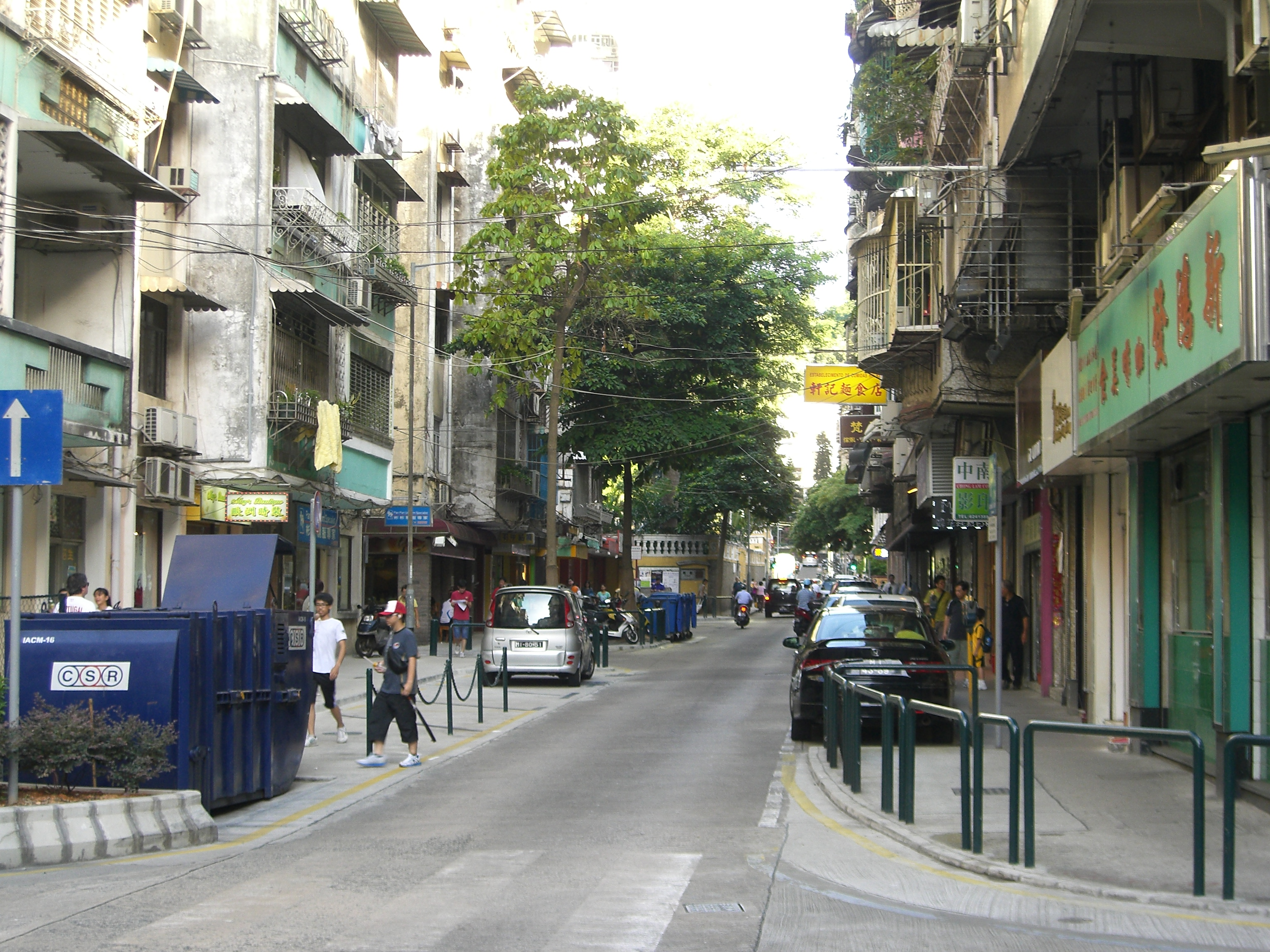
羅利老馬路

地處塔石東北邊。全長約510米，闊約15米。它的東南端在士多鳥拜斯大馬路連接得勝花園，沿途與荷蘭園正街、賈伯樂提督街等相交，西南端在光復街與連勝馬路交界處。這條街道最早見於1905年由澳門市政廳出版的《澳門市街道名冊》中。而其中由士多鳥拜斯大馬路至賈伯樂提督街之間、靠西南邊的一段屬於塔石範圍。
街道名稱所指的是葡萄牙工程師阿道霍·洛雷羅（Adolfo Loureiro），「羅利老」是當時澳葡當局對的音譯。洛雷羅曾在1884年為澳葡政府規劃澳門內港的改善工程。
區華利街
座落在塔石西側，西北端由俾利喇街起，沿途橫跨賈伯樂提督街，西南端至西墳馬路與新勝街交界處止並連接美珊枝街。長約150米，闊約8米。官方命名於1951年11月17日。其中賈伯樂提督街至西墳馬路之間、靠東邊的一段屬於塔石範圍。
街道名稱取自葡萄牙航海探險家歐維士（Jorge Álvares）之姓，「區華利」是澳葡當局對的譯法。
賈伯樂提督街（又名：提督街）
地處塔石西北邊，全長約910米，闊約10米。它的東北端由美副將大馬路起，沿途橫跨高士德大馬路、羅利老馬路、沙嘉都喇街、亞豐素街、區華利街等，西南端至賈伯樂提督圓形地。官方命名於1919年2月1日。其中羅利老馬路至區華利街之間、靠東南邊的一段屬於塔石範圍。
街道名稱所指的是19世紀後期時任澳門海事警察條例委員會委員賈伯樂海軍上將（Almirante Costa Cabral）。
賈伯樂提督里
位於區華利街與亞豐素街之間，入口開在賈伯樂提督街與消防隊巷交界，向東延伸30米無出口，闊約6米。1986年8月14日由澳門市政廳決議命名，同年9月29日刊憲後正式落實。
羅德禮將軍街
全長約120米，闊約9米，位於賈伯樂提督街與厚望街之間。它的西南端由亞豐素街起，向東北伸展橫跨沙嘉都喇街，至美的路主教街止。最早見於1929年5月1日澳門市政廳的市政會議文件中。該街原為已取消的厚望巷，而且也有可能佔用了部份已消失的天鷚巷。
街道名稱所指的是第109任澳門總督羅德禮（Rodrigo José Rodrigues），他在1923年至1925年出任澳督。
厚望街

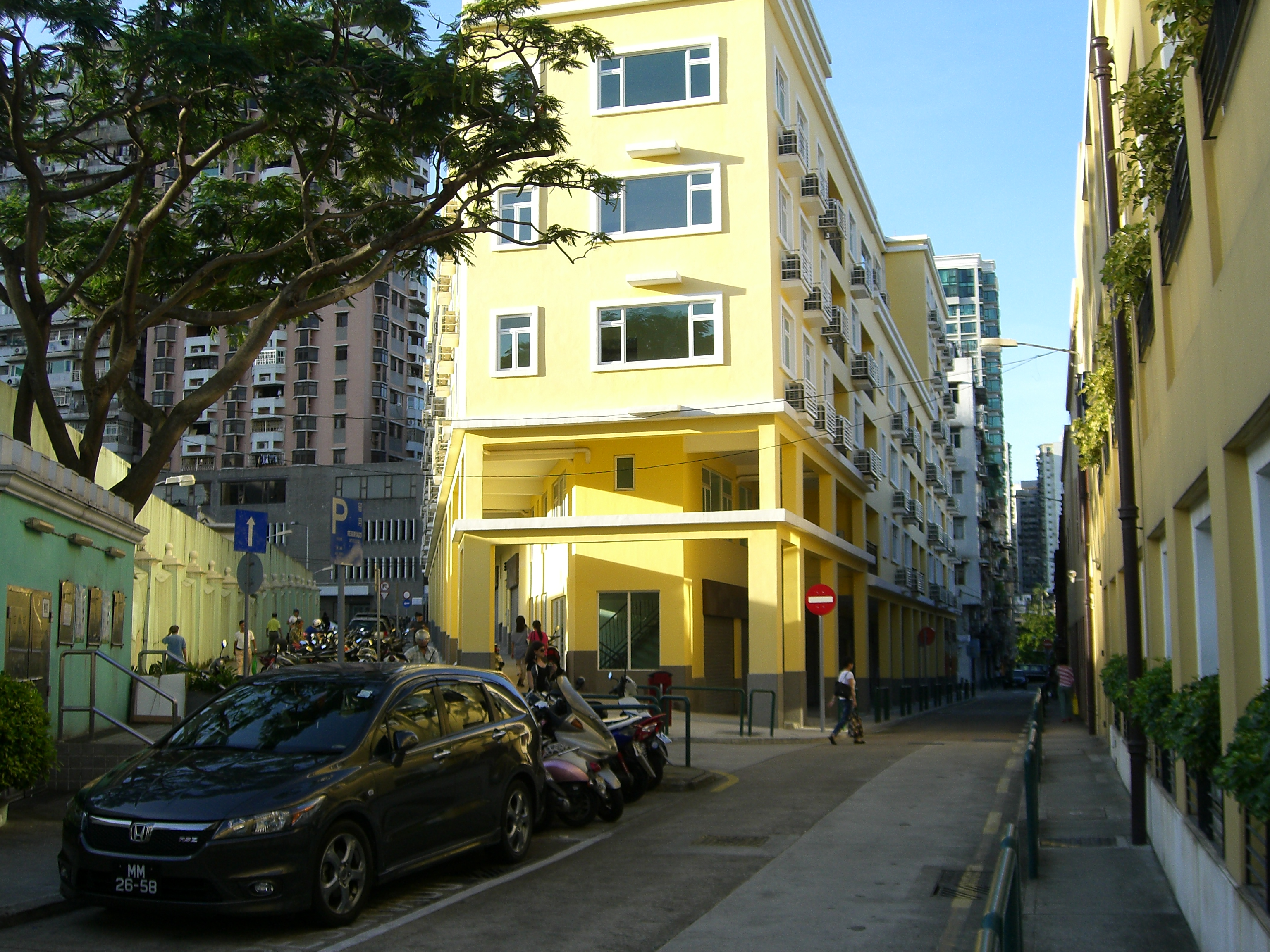
厚望街(左)與塔石街(右)交界

位於羅德禮將軍街的東南面，西南端在塔石街近西墳馬路交界，沿途橫跨亞豐素街、沙嘉都喇街和美的路主教街，東北端至羅利老馬路。長約230米，闊約8米。官方命名於1904年2月20日。
塔石街
地處厚望街以西南，長約250米，闊約6米。它的西南端在西墳馬路連接和隆街，向東南延伸與亞豐素街、沙嘉都喇街、美的路主教街等相交至羅利老馬路。與厚望街同日命名。
塔石巷
位於亞豐素街與沙嘉都喇街之間，東南端由荷蘭園大馬路起向西北至塔石街止，長約30米，闊3米。最早見於1925年由澳門市政廳出版的《澳門街名壹覽表》中。
肥利喇亞美打大馬路（又名：荷蘭園大馬路、荷蘭園正街）

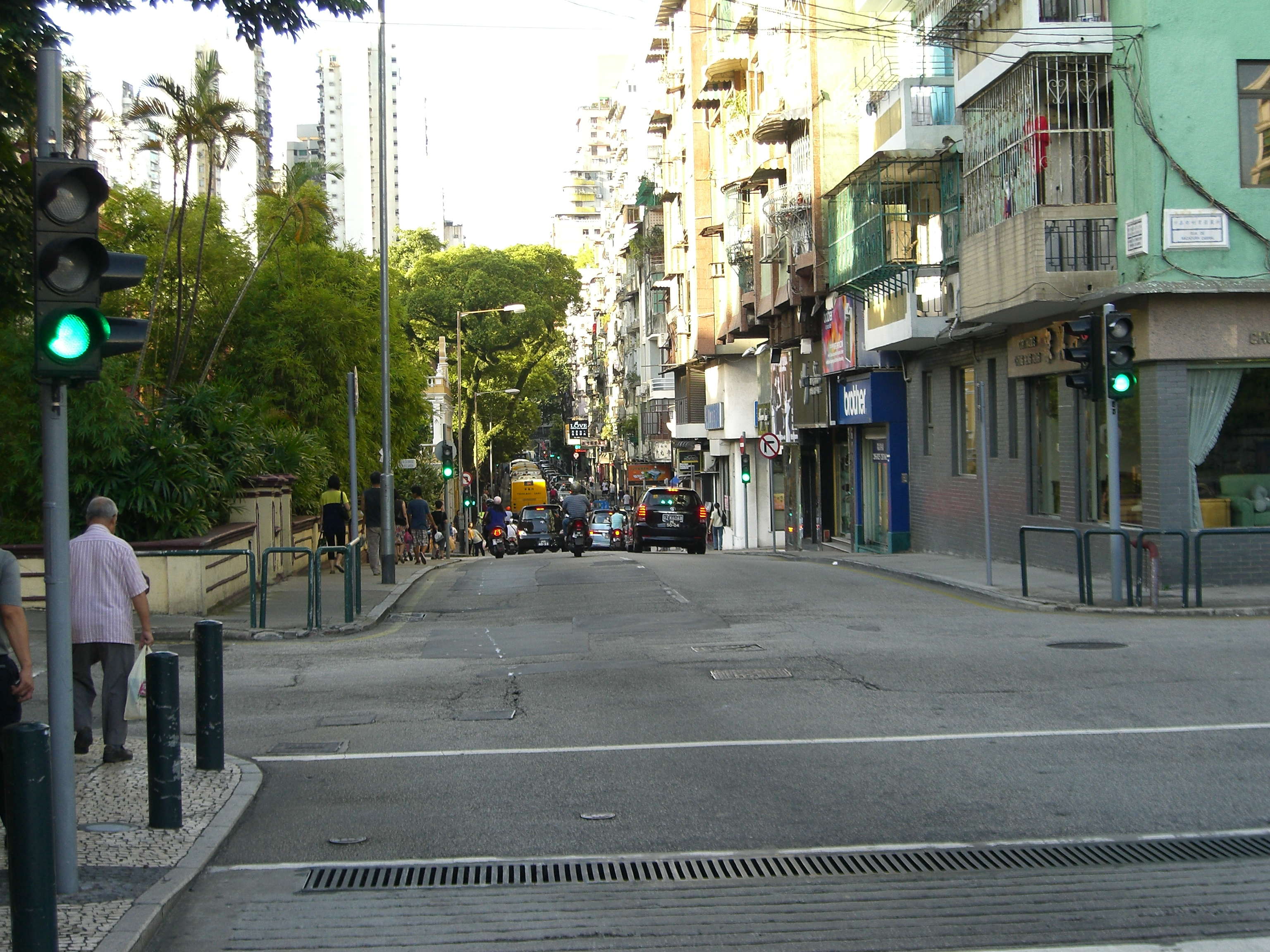
肥利喇亞美打大馬路

位於士多鳥拜斯大馬路西北面，全長約1030米，闊約10米。西南端在東望洋街連接水坑尾街，沿途橫跨西墳馬路、沙嘉都喇街、羅利老馬路等，東北端在美副將大馬路連接虔信街。最早見於1905年由澳門市政廳出版的《澳門市街道名冊》中。這條馬路由西墳馬路至羅利老馬路的一段屬於塔石範圍。
街道葡文名稱中的取自1895年時任葡萄牙海事暨海外部部長阿爾梅達（José Bento Ferreira de Almeida）全名的最後三字，「肥利喇」和「亞美打」是澳葡當局對和的譯法；而則意為議員；阿爾梅達也曾於1884年任里斯本議會議員。
士多鳥拜斯大馬路
座落在塔石東南邊，全長約785米，闊約15米。西南端在高偉樂街連接東望洋街，向東北延伸與多條街道相交至鮑思高圓形地。官方命名於1919年2月1日。其中由高偉樂街至羅利老馬路、靠西北的一段屬於塔石範圍。
街道名稱所指的是1917年至1918年時任葡萄牙總統士多紐·拜斯（Sidónio Pais）。

### 已消失
厚望巷
大概即今羅德禮將軍街靠東南的一邊，已為羅德禮將軍街佔去。最早見於1925年由澳門市政廳出版的《澳門街名壹覽表》中。
天鷚巷
在厚望巷附近，部份路段可能為羅德禮將軍街佔去。最早見於1925年由澳門市政廳出版的《澳門街名壹覽表》中；據該表記載，這條街道位於厚望巷西北，並與之平行。

## 區內地點
- 八間屋：即荷蘭園大馬路、西墳馬路、塔石街與羅利老馬路之間的八座具歐洲風格的建築物，建於1920年代前，由西南到東北分別為文化局大樓、塔石衛生中心、中央圖書館、澳門檔案館、塔石藝文館、澳門文學館、饒宗頤學藝館和利氏學社舊址。1982年澳葡當局曾進行重修，因而獲亞太旅遊協會所頒發的文物獎。[參⁠ 40]
- 聖味基墳場：俗稱「舊西洋墳場」，位於西墳馬路、厚望街與亞豐素街之間，建於1854年，1874年在內建有聖彌額爾小堂，供奉天使長彌額爾。[參⁠ 41]
- 塔石廣場：在荷蘭園大馬路、沙嘉都喇街、士多鳥拜斯大馬路與高偉樂街之間，原為20世紀初開闢的「美上校操場」，之後曾改造為由一個足球場和三個籃球場組成的「塔石球場」，2005年被拆卸並於其後的兩年間改建為廣場，地底設有U型行車隧道和旅遊巴停車場；廣場西南邊則為建於1925年的助學會大樓。[參⁠ 8]
- 藍屋仔：在西墳馬路與區華利街交界處東北側，約建於1920至30年代，現為澳門社會工作局總部。[參⁠ 42]

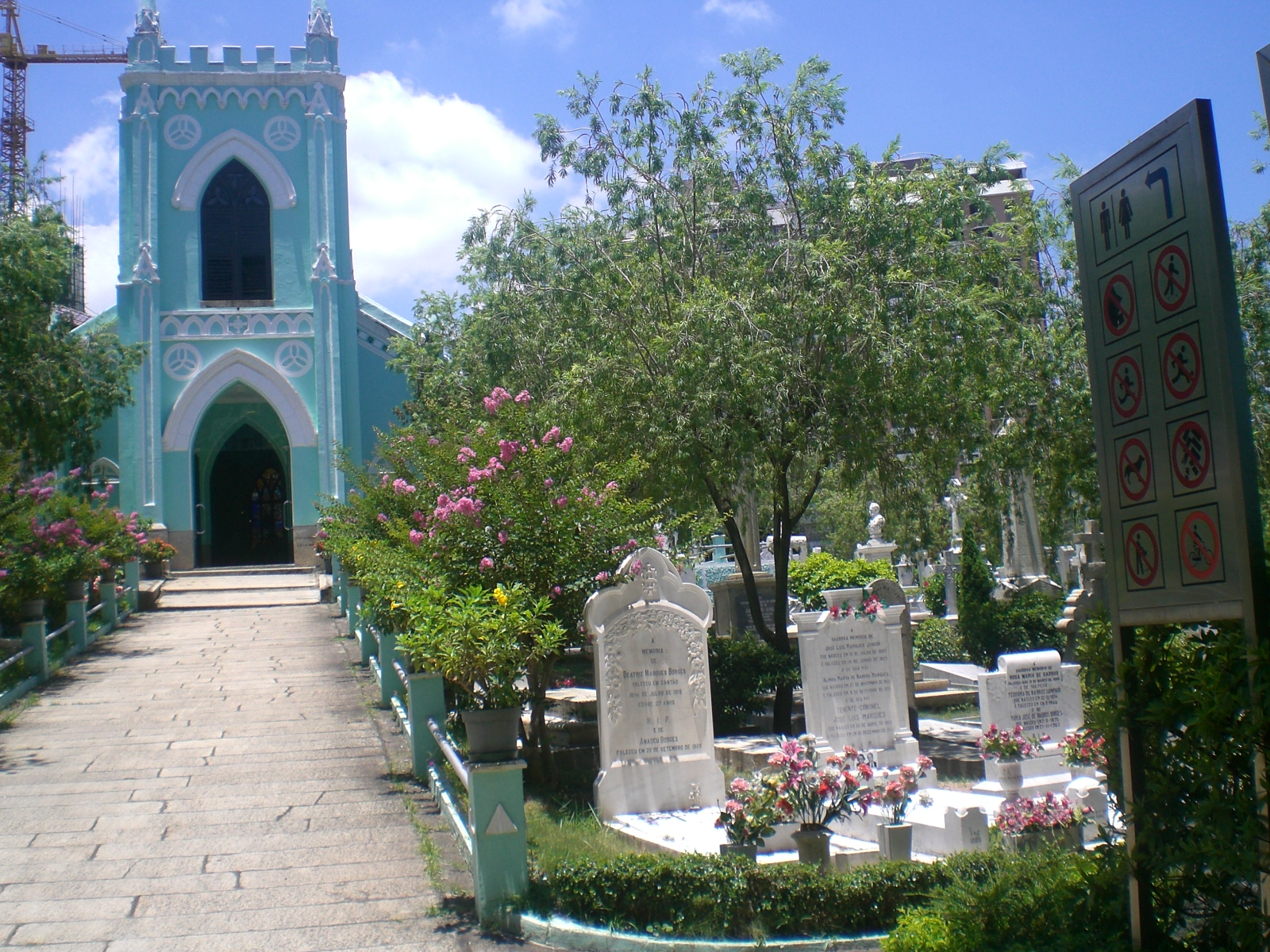
聖味基墳場
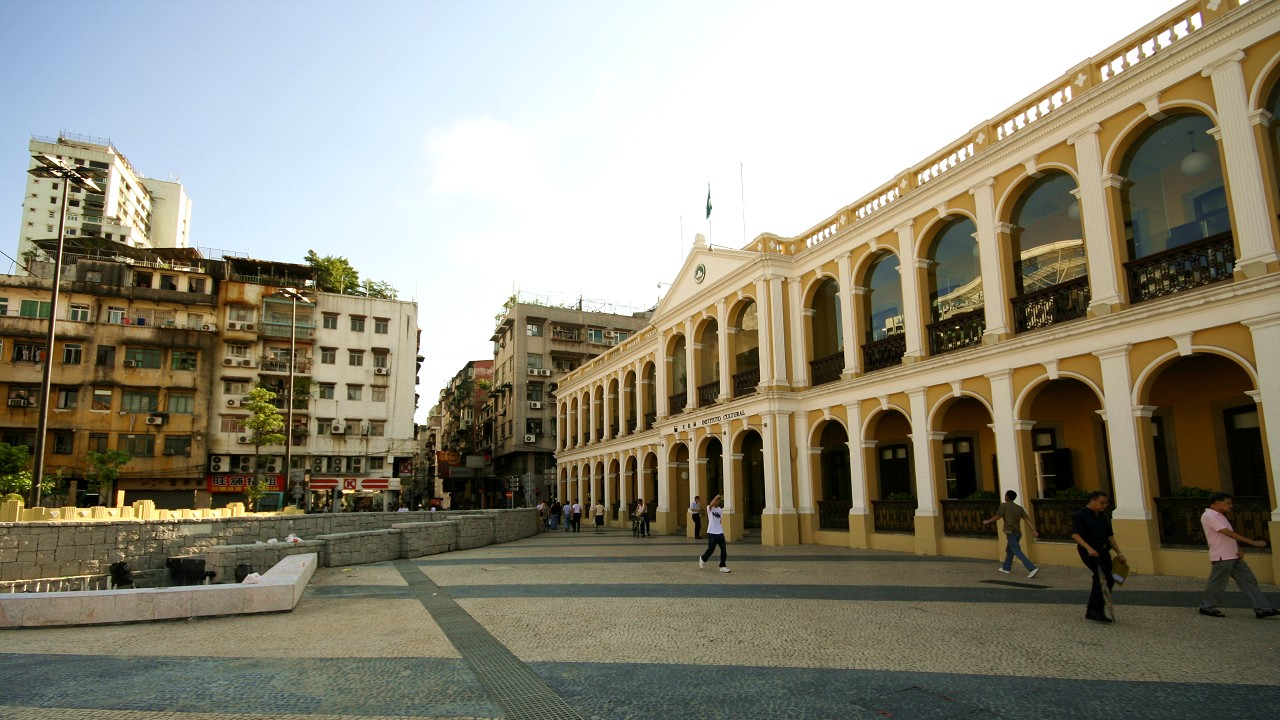
塔石廣場，右側為文化局大樓
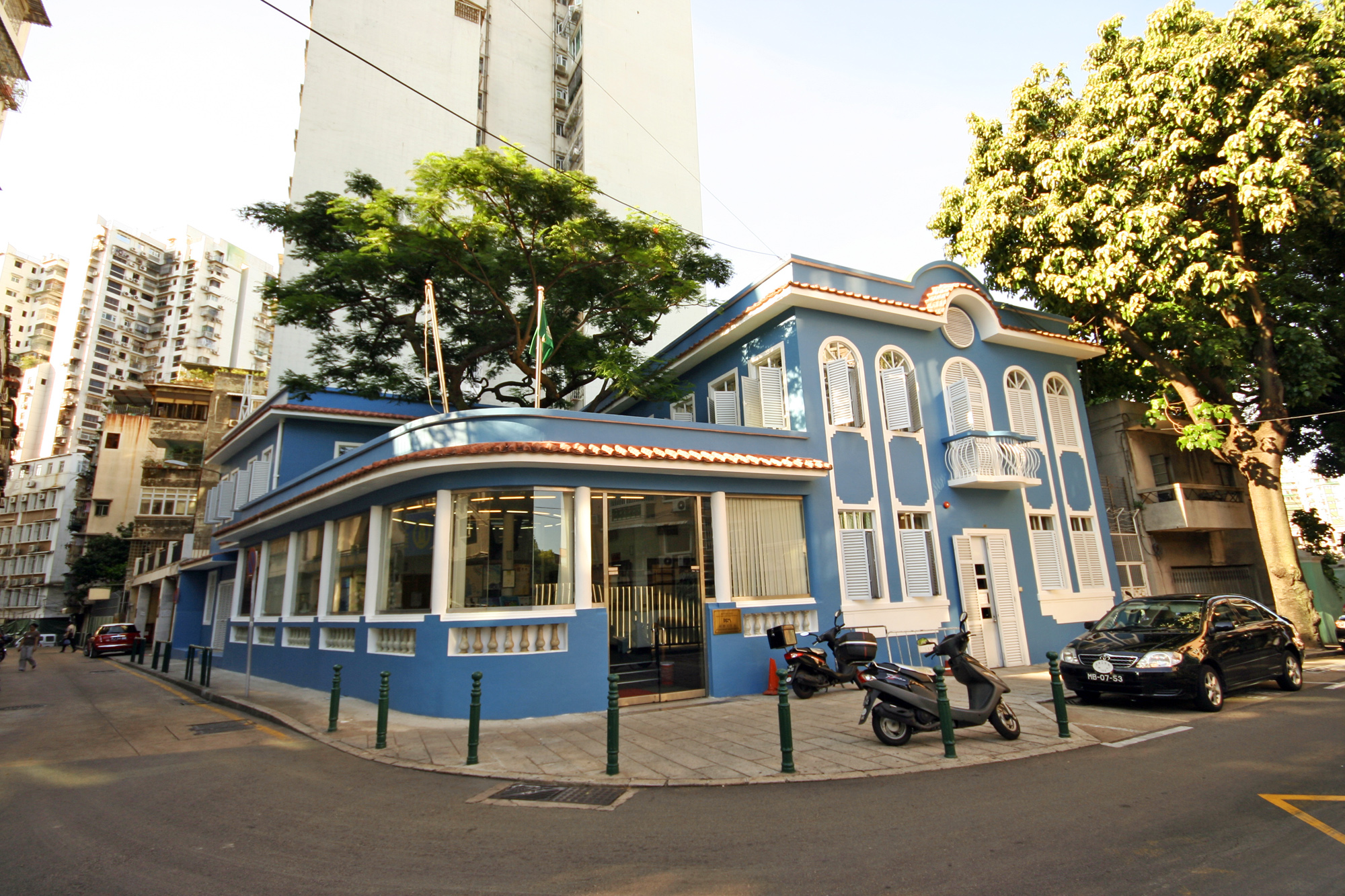
社會工作局總部

## 備註
1. ↑  「區」字在此讀作「歐」。[參⁠ 23]
2. ↑  在1993年《澳門市街道及其它地方名冊》第一部份中，這條街道的中文名字被寫成「雲雀巷」[參⁠ 43]，然而於第六部份中則記載為「天鷚巷」[參⁠ 38]；按照1925年《澳門街名壹覽表》記載，此實為「天鷚巷」[參⁠ 39]；是故「雲雀巷」似為偶誤，2012年《澳門特別行政區街道名冊——澳門篇》中重複了該錯誤[參⁠ 28]。
3. ↑   註:

- 上文提及的有關街道的長度與寬度如無特別註明均透過澳門地圖繪製暨地籍局發行的軟件——澳門地圖通 的量度功能得出。
- 在塔石區南面，位於東望洋街與高偉樂街交界處有一座塔石體育館，其雖以「塔石」為名，但所處的位置為新花園區，而不屬於塔石區內。[參⁠ 8]